# Charleville-sous-Bois
Charleville-sous-Bois là một xã trong vùng Grand Est, thuộc tỉnh Moselle, quận Metz-Campagne, tổng Vigy. Tọa độ địa lý của xã là 49° 11' vĩ độ bắc, 06° 24' kinh độ đông. Charleville-sous-Bois nằm trên độ cao trung bình là 245 mét trên mực nước biển, có điểm thấp nhất là 215 mét và điểm cao nhất là 347 mét. Xã có diện tích 12,82 km², dân số vào thời điểm 1999 là 222 người; mật độ dân số là 17 người/km². Xã nằm khoảng 22 km về phía đông bắc của Metz gần Boulay-Moselle.

## Thông tin nhân khẩu
| 1962 | 1968 | 1975 | 1982 | 1990 | 1999 |
| ---- | ---- | ---- | ---- | ---- | ---- |
| 186  | 190  | 167  | 178  | 199  | 222  |